# Buštranje (gmina Bujanovac)
Buštranje (cyr. Буштрање) – wieś w Serbii, w okręgu pczyńskim, w gminie Bujanovac. W 2002 roku liczyła 80 mieszkańców.